# Ivan Morozov
Ivan Morozov es un deportista uzbeko que compitió en triatlón. Ganó una medalla de bronce en el Campeonato Asiático de Triatlón de 2007.

## Palmarés internacional
| Campeonato Asiático | Campeonato Asiático       | Campeonato Asiático | Campeonato Asiático |
| Año                 | Lugar                     | Medalla             | Prueba              |
| ------------------- | ------------------------- | ------------------- | ------------------- |
| 2007                | Tongyeong (Corea del Sur) | Medalla de bronce   | Individual          |